# Rob Levin
Rob Levin (známý též jako Lilo; 16. prosince 1955 – 16. září 2006) byl zakladatel freenode IRC sítě a vlastník PDPC. Zemřel 16. září 2006 na následky těžkých zranění, která utrpěl poté, co jej 12. září téhož roku srazilo auto, když jel na kole. Zanechal manželku Debbie a syna Benjamina.